# Aschfeld
Aschfeld ist ein Gemeindeteil der Gemeinde Eußenheim im unterfränkischen Landkreis Main-Spessart in Bayern und eine Gemarkung.

## Geographie
Das Pfarrdorf Aschfeld liegt am Aschbach auf 194 m ü. NHN an der Kreisstraße MSP 1 zwischen Münster und der Bundesstraße 27. Nördlich davon liegt der Truppenübungsplatz Hammelburg.
Die Gemarkung Aschfeld liegt vollständig auf dem Gebiet der Gemeinde Eußenheim und hat eine Fläche von 1355,57 Hektar.

## Geschichte
Im 13. Jahrhundert war Aschfeld Oblei des Würzburger Domkapitels. Die ehemalige Gemeinde Aschfeld hatte als Gemeindeteil nur das Pfarrdorf Aschfeld und wurde zum 1. Mai 1978 in die Gemeinde Eußenheim eingegliedert.

## Persönlichkeiten
- Reimund Rüth (1899–1973), Verwaltungsjurist und Landrat